# تفجيرات بغداد 18 أبريل 2007
تفجيرات بغداد 18 أبريل 2007 هي سلسلة من الهجمات التي شهدتها العاصمة العراقية، بغداد، حيث انفجرت خمس سيارات مفخخة في مناطق متعددة من المدينة، مما أدى إلى مقتل نحو 200 شخص.
استهدفت الهجمات بشكل أساسي المواقع الشيعية والمدنيين، ومن هذه المواقع سوق السيدية الذي تعرض سابقًا لهجوم بشاحنة مفخخة ضخمة، وكان في مرحلة إعادة بناء عندما وقعت هذه الهجمات.
وجاءت هذه الهجمات في الوقت الذي أعلن فيه رئيس الوزراء العراقي نوري المالكي أن القوات العراقية ستتولى السيطرة على أمن البلاد بحلول نهاية العام. كما جاءت هذه الهجمات بالتزامن مع حضور مسؤولين من أكثر من 60 دولة مؤتمرًا للأمم المتحدة في جنيف حول معاناة اللاجئين العراقيين.

## التفجيرات
وقع الهجوم الأول عندما انفجرت قنبلة على متن حافلة صغيرة في حي الرصافي ببغداد، مما أسفر عن مقتل أربعة أشخاص وإصابة ستة آخرين. تلاه انفجار سيارة مركونة في حي الكرادة، مما أدى إلى مقتل 11 شخصًا وإصابة 13 آخرين.
بعدها قام انتحاري بسيارة مفخخة بالاصطدام بنقطة تفتيش للشرطة العراقية، مما أسفر عن انفجار أدى إلى مقتل 41 شخصًا على الأقل، بينهم خمسة من أفراد الشرطة العراقية، وإصابة 76 آخرين.
وبعد ساعة واحدة، وقع الهجوم الأكثر دموية في سوق الصدرية في وسط بغداد، حيث أسفر انفجار سيارة مفخخة عن مقتل 140 شخصًا على الأقل وإصابة 148 آخرين. وذكرت التقارير أن القنبلة وضعت في سيارة متوقفة وانفجرت حوالي الساعة 16:00 بالتوقيت المحلي (12:00 بتوقيت غرينتش) وسط حشد من العمال. مما أسفر عن مقتل أكثر من 130 شخصًا.
ولاحقًا في اليوم نفسه، فجر انتحاري آخر نفسه عند مدخل منطقة الصدرية، مما أسفر عن مقتل اثنين من رجال الشرطة وإصابة ثمانية آخرين.

### مواقع التفجيرات
- الشورجة: انفجار حافلة صغيرة مفخخة أسفر عن مقتل أربعة أشخاص على الأقل.
- الكرادة: انفجار سيارة مفخخة بالقرب من مستشفى خاص أدى إلى مقتل 11 شخصًا على الأقل.
- مدينة الصدر: تفجير انتحاري بواسطة سيارة مفخخة أسفر عن مقتل 41 شخصًا على الأقل عند نقطة تفتيش.
- الصدرية: انفجار سيارة مفخخة أسفر عن مقتل 140 شخصًا على الأقل في سوق.
- الصدرية: تفجير انتحاري بسيارة مفخخة أدى إلى مقتل شخصين على الأقل عند نقطة تفتيش.

## ما بعد الهجمات
لم تتبنى أي جهة المسؤولية عن الهجمات. وفي تصريحات له من تل أبيب، أشار وزير الدفاع الأمريكي روبرت غيتس إلى أن تنظيم الدولة الإسلامية في العراق قد يكون هو من نفذ هذه الهجمات.

## روابط خارجية
- بالصور: تفجيرات بغداد (بي بي سي)